# Theis (Automarke)
Theis war eine deutsche Automarke.

## Beschreibung
Karl Theis war Diplom-Ingenieur. Er stellte von 1932 bis 1934 in Berlin-Charlottenburg Kleinwagen her.
Im Angebot stand nur ein Modell. Es war ein Dreirad mit hinterem Einzelrad. Verschiedene Motoren standen zur Wahl. Genannt werden luftgekühlte Einzylinder-Zweitaktmotoren von Ilo mit 198 cm³ Hubraum und 6,5 PS Leistung und mit 298 cm³ Hubraum und 9 PS Leistung sowie ein wassergekühlter Zweizylinder-Zweitaktmotor von DKW mit 396 cm³ Hubraum und 12 PS Leistung. Eine andere Quelle gibt an, dass 1933 auf der IAMA Fahrzeuge mit 200 cm³ und 400 cm³ Hubraum präsentiert wurden.
Die Wagen hatten Frontantrieb. Der Radstand betrug 228 cm, die Spurweite 125 cm und das Leergewicht 345 kg. Der Aufbau war ein Coupé in Stromlinienform mit zwei Sitzen.